# Катеринин дуб
Катери́нин дуб — ботанічна пам'ятка природи місцевого значення в Україні. Розташована на території Вороньківської сільської громади Бориспільського району Київської області, в селі Сошників, навпроти будинку № 125 по вулиці Ліченка.
Площа — 0,02 га. Перебуває у віданні: Сошниківська сільська рада.

## Охоронний статус
Наукове обґрунтування створення пам'ятки природи підготовлено експертами Ukrainian Nature Conservation Group. Пам'ятка внесена до переліку цінних природних територій та об'єктів, що резервуються для заповідання на території Київської області Рішенням Київської обласної ради від 27 березня 2014 року № 765-40-VI.
Рішенням Київської обласної ради «Про оголошення нововиявлених територій та об'єктів природно-заповідного фонду місцевого значення на території Київської області» 23.12.2016 року дерево отримало статус ботанічної пам'ятки природи місцевого значення.

## Характеристика
Старовинний екземпляр дуба черешчатого, віком понад 500 років. На висоті 1,3 м дерево має в обхваті 5,2 м, висота дуба 30 м.

## Назва дуба
Назва надана пам'ятці на честь активістки заповідної справи Київщини Катерини Борисенко.

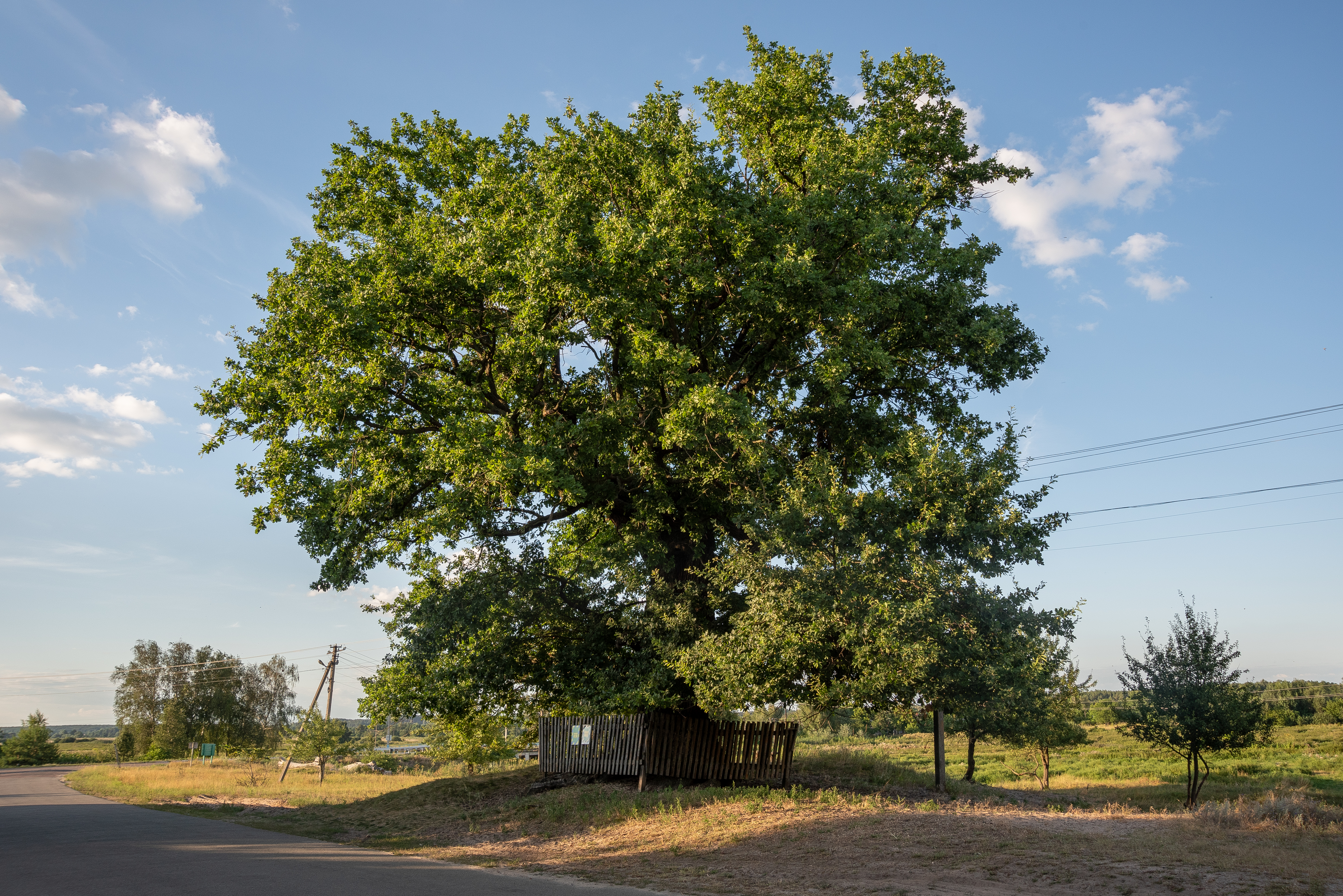
Катеринин дуб

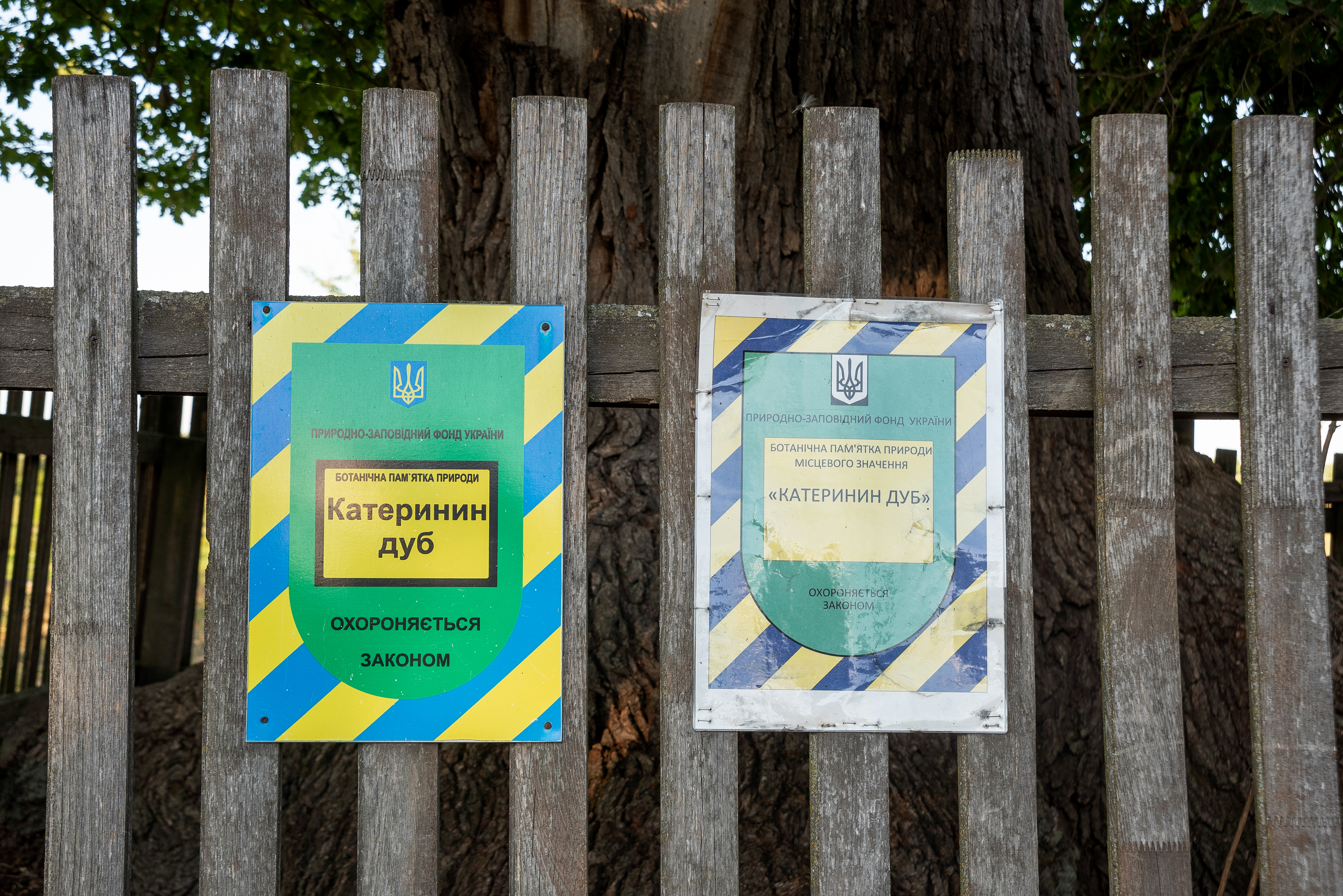
Табличка «Катеринин дуб» у с. Сошників